# Samoocena kontroli
Samoocena kontroli (ang. Control self-assessment, CSA) – metoda z zakresu audytu wewnętrznego, w której kierownictwo lub pracownicy organizacji bezpośrednio związani z realizacją ściśle określonych funkcji i zadań,  z pomocą audytora wewnętrznego (facilitatora), na podstawie udokumentowanego procesu, współuczestniczą w:
- ocenie efektywności działań w ramach zarządzania ryzykiem i kontroli w danym obszarze,
- udzieleniu racjonalnego zapewnienia o realizacji celów organizacji.

Samoocena kontroli to termin ogólny, który obejmuje:
- proces samooceny ryzyka (ang. Risk self-assessment RSA),
- proces samooceny kontroli i ryzyka (ang. Control and risk self-assessment CRSA),
- inne procesy, w których personel organizacji z pomocą facilitatora ocenia ryzyko i mechanizmy kontroli w podległych obszarach.

## Powstanie procesu samooceny kontroli
Audyt wewnętrzny w swej definicji zawiera kilka kluczowych elementów. Spośród nich na uwagę zasługuje twierdzenie na temat celu, którym jest przysporzenie organizacji wartości i usprawnienie jej działalności. Realizowane jest to poprzez ocenę systemów kontroli wewnętrznej i zarządzania ryzykiem.
Audytorzy analizują sposób funkcjonowania organizacji, biorąc pod uwagę wszystkie sfery jej aktywności, tj. funkcje, procesy, wyniki i wiele innych. Zadanie to jest niezwykle pracochłonne i wymaga od audytorów wysokiego profesjonalizmu. Ma doprowadzić do uzyskania odpowiedzi na pytanie: czy określone działania realizowane są w sposób najbardziej korzystny, tj. skutecznie i efektywnie oraz że nie doszło przy tym do naruszenia prawa.
Działając w oparciu o metodykę zarządzania wiedzą audytorzy uskutecznili możliwość skorzystania z wiedzy jaką posiadają pracownicy organizacji po to, by wywiązać się z powierzonych im obowiązków szybciej i lepiej. Efektem tych działań jest proces samooceny kontroli.

## Forma samooceny kontroli
Samoocena kontroli może być realizowana przy zastosowaniu trzech podstawowych form:
- warsztaty zespołowe,
- kwestionariusze,
- analizy kierownictwa.

Warsztaty zespołowe to najbardziej popularna forma samooceny kontroli. Odbywa się na zasadzie spotkania, któremu przewodniczy facilitator, wspierany przez osobę odpowiedzialną za rejestrowanie przebiegu spotkania. W praktyce, w warsztatach zespołowych zaangażowane jest od 10 do 15 osób. Spotkanie trwa od dwóch do czterech godzin. Podczas warsztatów zespołowych gromadzi się informacje od zespołów (pracowników) reprezentujących różne szczeble w ramach komórki organizacyjnej lub funkcji. Mogą to być informacje o celach, ryzykach, mechanizmach kontrolnych lub procesach.
Kwestionariusze to forma polegająca na konstruowaniu zamkniętych pytań, na które odpowiadają pracownicy różnych szczebli lub też członkowie kierownictwa. W praktyce, audytorzy używają kwestionariuszy nawet w tradycyjnym podejściu. Różnica sprowadza się do faktu, że tradycyjny kwestionariusz nie jest kierowany do nikogo spoza komórki audytu. Wówczas audytorzy dla własnych potrzeb tworzą szablonowe zestawy pytań, które mają pomóc w ujęciu wszystkich spraw dotyczących ryzyka i funkcjonowania kontroli wewnętrznej.
Analizy kierownictwa obejmują wszelkiego rodzaju metody, w których różne grupy kierownicze dostarczają informacji o wybranych procesach w działalności gospodarczej, działań z zakresu zarządzania ryzykiem oraz procedur kontrolnych. Audytorzy mogą łączyć wyniki analizy z innymi informacjami w celu uzyskania większego zrozumienia mechanizmów kontrolnych i późniejszego udostępnienia tej wiedzy zarządzającym.

## Trudności związane z implementacją metodologii samooceny kontroli
- Niechęć do zmian. Ludzie generalnie wolą stabilność. Implementacja CSA wiąże się ze zmianą dotychczasowego porządku w ściśle określonym zakresie i pod tym właśnie względem może napotykać opory zarówno po stronie kadry kierowniczej jak i pracowników niższych szczebli.
- Mentalność kierownictwa, które może twierdzić, że nie ma potrzeby obarczać pracowników niższych szczebli oceną systemu kontroli czy działaniami z zakresu zarządzania ryzykiem. W ostateczności są to czynności za które odpowiadają audytorzy wewnętrzni i przenoszenie ich na innych pracowników może być odbierane jako chęć pozbycia się części ze swych obowiązków.
- Brak konstruktywnych wniosków, wynikający z braku wiedzy uczestników lub audytora wewnętrznego, który nie potrafi odnaleźć właściwej przyczyny rozpoznanych problemów
- Brak odpowiedniego merytorycznego przygotowania uczestników. Prośba o ocenę mechanizmów kontroli i ryzyka skierowana do pracowników, wymaga uprzedniego przygotowania. Powoduje to konieczność organizowania szkoleń i czasochłonnego zaangażowania pracowników w działania inne niż ich dotychczasowe obowiązki.
- Brak umiejętności lub wyszkolenia po stronie facilitatora nieumiejętnie prowadzony proces CSA może nie spełnić swojej roli, co może narazić na szwank opinię o profesjonalizmie audytorów wewnętrznych, a organizacji przysporzyć niepotrzebnego zamieszania i kosztów.

## Korzyści płynące z poprawnej implementacji samooceny kontroli
- Większe zaangażowanie pracowników w sprawy organizacji, uzyskane poprzez pokazanie, że ich wiedza o specyfice, problemach i potencjalnych ulepszeniach organizacji pracy na danym stanowisku jest przydatna.
- Zmiana postrzegania roli systemu kontroli, poprzez uświadamianie, że pracownicy mogą traktować siebie jak właścicieli mechanizmów kontroli, a nie ich ofiary.
- Lepsza komunikacja i wymiana informacji w zakresie ryzyka i kontroli pomiędzy różnymi szczeblami w strukturze organizacyjnej.
- Rozwój aktualnego stanu wiedzy z zakresu kontroli i ryzyka jako efekt szkoleń mających na celu przygotowanie uczestników.
- Krystalizacja celów organizacji.
- Lepsza koncentrację zasobów audytowych i wysiłku na sprawach obarczonych istotnym ryzykiem.